# Murangara
Murangara är ett vattendrag i Burundi.   Det ligger i provinsen Muyinga, i den norra delen av landet, 110 km öster om huvudstaden Bujumbura.
Omgivningarna runt Murangara är en mosaik av jordbruksmark och naturlig växtlighet. Runt Murangara är det ganska tätbefolkat, med 230 invånare per kvadratkilometer.